# Wisła-Oder-operationen
Wisła-Oder-operationen var en strategisk offensiv operation genomförd av Röda armén på östfronten under andra världskriget mellan 12 januari och 2 februari 1945. Den ägde rum i centrala och västra Polen samt östra Tyskland och utfördes av 1:a ukrainska fronten under marskalk Ivan Konev och 1:a vitryska fronten under marskalk Georgij Zjukov mot den tyska Armégruppen A under generalöverste Josef Harpe.
Under slutskeden av operation Bagration och Lvov-Sandomierz operationen sommaren 1944 etablerade de sovjetiska styrkorna tre brohuvuden på Wisłas västra bank. I slutet av oktober 1944 började Röda arméns överkommando, Stavka, planera nya offensiva operationer. Man bestämde att huvudoffensiven vintern 1945 skulle genomföras tvärsöver Polen i riktning mot Berlin. Styrkorna som skulle genomföra det som senare kom att kallas Wisła-Oder-operationen blev första ukrainska och första vitryska fronten som innehade brohuvudena längs Wisła. Operationen föregicks av ingående militära och logistiska förberedelser för att garantera så stor framgång som möjligt. Samtidigt på andra sidan fronten vägrade Hitler att lyssna på sina generalers råd om att förstärka försvarslinjerna i centrala Polen.
Operationen startades 12 januari 1945 när 1:a ukrainska fronten gick till attack från sitt brohuvud vid Baranów Sandomierski. Två dagar senare gick 1:a vitryska fronten till offensiv från sina brohuvuden vid Magnuszew och Puławy. Röda arméns styrkor uppnådde omedelbart en total genombrytning av de tyska försvarslinjerna; till 15 januari framryckte båda fronterna 100 km västerut på en bredd av 500 km. De sovjetiska enheterna avancerade med en enorm hastighet och redan natten mellan 22 och 23 januari etablerade 1:a ukrainska fronten två brohuvuden på Oders västra bank söder och norr om Breslau. 31 januari upprättade 1:a vitryska fronten ett brohuvud på Oders västra sida vid Kienitz, norr om Küstrin, endast 68 km öster om Berlin. På vägen dit hade sovjetiska trupper befriat hela västra och centrala Polen, inklusive storstäder som Warszawa, Łódź och Kraków, erövrat den strategisk viktiga Övreschlesiska Industriregionen, omringat Poznań och befriat koncentrationslägret Auschwitz.
Operationen avslutades 2 februari när fronterna hade nått mellersta Oder längs nästan hela dess längd. Wisła-Oder-operationen var en avgörande och strategisk seger för Röda armén. Under 2-3 veckor lyckades de sovjetiska styrkorna komma inom räckhåll för Berlin, befria västra Polen och orsaka tyskarna enorma förluster – Armégrupp A slutade att existera som en stridsenhet. Originalplanen förutsatte att 1:a vitryska fronten skulle fylla på sina förnödenheter och fortsätta offensiven mot Berlin. Stalin sköt emellertid upp Berlinoperationen 13 eller 14 februari. I kölvattnet av det beslutet genomförde Röda armén operationer i Pommern och Schlesien som syftade till att rensa flankerna till kommande Berlinoperationen samt operationer på fjärranflankerna i Ungern och Österrike samt Ostpreussen. Dessa operationer befriade nästan hela Centraleuropa inför Berlinoperationen.

## Bakgrund
Under den framgångsrika operationen Bagration genomförde sommaren 1944 befriade Röda armén bland annat Polens östra områden och nådde floden Wisła 25 juli. Mellan 27 juli och 4 augusti etablerade 1:a vitryska frontens styrkor två brohuvuden på Wisłas västra bank, ett vid Magnuszew och ett annat nära Puławy. Söder om operationen Bagration genomförde 1:a ukrainska fronten Lvov-Sandomierz-operationen. Under den lyckades fronten 29 och 30 juli inta ett brohuvud på västra sidan av Wisła vid Baranów Sandomierski, söder om Sandomierz. Fram till dess hade båda fronterna ryckt fram flera hundra kilometer västerut och deras underhållslinjer var kraftigt utsträckta över stora distanser. Till följd av detta kom den sovjetiska offensiven till en halt i centrala Polen. Man satsade på att förstärka och försvara brohuvuden (Baranów-brohuvudet blev under augusti mål för kraftiga tyska motattacker som ryssarna lyckades slå tillbaka), hellre än att fortsätta offensiva stridshandlingar väst om Wisła, i syfte att få bra startpunkter för framtida operationer.
Operation Bagrations succé möjliggjorde för Röda armén att utföra nya offensiver till norr och till söder om den. Mellan augusti och december 1944 genomförde 2:a och 3:e ukrainska fronten fem operationer (Jassy-Kisjinjev, Bukarest-Arad, Debrecen, Belgrad och Budapest) vilka befriade Rumänien, Bulgarien, Belgrad (tillsammans med norra Serbien), östra Ungern och till 27 december omringade Budapest. Budapestoperationen förlängdes in i 1945 eftersom stadens garnison fortsatte att göra motstånd och tyskarna försökte ett par gånger häva belägringen. Mellan september och oktober utförde 1:a och 4:e ukrainska fronten en operation i östra Slovakien och Transkarpatien som uppnådde minimala framgångar. Samtidigt uppnådde Röda armén även på det norra avsnittet av östfronten spektakulära framgångar. I juli och augusti penetrerade 1:a, 2:a och 3:e baltiska fronten samt Leningradfronten djupt in på lettiskt och estniskt territorium. I den efterföljande baltiska operationen mellan september och oktober lyckades samma fronter befria resten av Lettland och Estland samt skära av Armégrupp Nord i Kurland från resten av tyska styrkor. I oktober verkställde 3:e vitryska fronten en operation i nordöstra Ostpreussen i närheten av städerna Goldap och Gumbinnen, men den åstadkom små framgångar. Operationer under andra hälften av 1944 var enorma strategiska segrar för Röda armén. De hade säkrat goda positioner för framtida operationer som under mycket kort tid kunde befria resten av Polen och erövra Ostpreussen, resten av Ungern och Österrike.

## Planering, förberedelser och styrkeförhållanden

### Sovjetunionen
I slutet av oktober 1944 började man planera vinteroffensiven 1945. Röda arméns framgångsrika operationer under sommaren och hösten 1944 skapade, som tidigare nämnt, goda förhållanden för fortsatta sovjetiska operationer: östfronten hade kortats ner från 4450 km till 2250 km, betydande tyska styrkor var avskurna i Kurland och Röda armén tydligt höll det strategiska initiativet. Stavka analyserade läget längs hela östfronten. Man hade i åtanke att uppnå en hastig seger i kriget med så låga förluster som möjligt. Stavka uteslöt omedelbart alternativet om att föra huvudoffensiven genom Ostpreussen. Det tyska försvaret där var mycket starkt och terrängen svårframkomlig. På det södra frontavsnittet kunde man föra huvudanfallet mot Tyskland från Ungern. Terrängen där var däremot också svår och österrikisk-ungerska regionen hade ett svagt nät av vägar och järnvägar vilket skapade enorma logistiska problem. Man valde det tredje alternativet som var frontavsnittet i centrala Polen. Det var den kortaste vägen till Berlin, terrängen var jämn, och därmed gynnsam för ett snabbt mekaniserat avancemang, och i Övre Schlesien befann sig ett strategisk viktig industriområde. Samtidigt var det väldigt viktigt att andra sovjetiska fronter skulle avleda och hålla borta de tyska styrkorna på båda flankerna innan och under huvudoffensiven. Förutom striderna i Ungern ansåg Röda arméns generalstab att det var väsentligt att starta offensiva handlingar på norra frontavsnittet, i Ostpreussen, för att isolera och krossa de tyska styrkorna i den regionen. Operationerna mot Budapest och Ostpreussen avsågs av generalstaben att underlätta för Röda arméns enheter på det centrala frontavsnittet i deras egen offensiv tvärsöver Polen. Man ville förhindra tyskarna från att förstärka försvaret längs Wisła (genom att flytta enheter från Ungern och Ostpreussen till Polen) och undvika eventuella flankattacker. Stavka fastslog slutligen en plan som bestod av två faser. I den första fasen skulle 2:a och 3:e ukrainska fronten under november och december fortsätta sin offensiv mot Budapest för att avleda tyska reserver. I den andra fasen skulle två operationer inledas mellan 15 och 20 januari 1945. Den mindre operationen var riktad mot Armégrupp Mitte i Ostpreussen och skulle genomföras av 2:a och 3:e vitryska fronten. Den större, och viktigaste av alla, lämnades åt 1:a vitryska och 1:a ukrainska fronten och skulle startas i centrala Polen mot Armégrupp A. I början av november 1944 skickades skissen vidare till befälhavare av respektive fronter. Deras uppgift var att fylla in de minsta och sista detaljerna och justera den i enighet med sina lokala förhållanden. Till exempel ändrade 25 november befälhavaren av 1:a vitryska fronten Georgij Zjukov riktningen av hans fronts anfall från ett rakt västerut sådant, där han skulle ha avancerat mot en stark försvarad region, till en nordvästlig riktning genom städerna Łódź och Poznań. I slutet av december var planeringen slut när planerna granskades en sista gång och godkändes.
Wisła-Oder-operationen, vinteroffensiven 1945, skulle startas från de tre brohuvuden som 1:a vitryska och 1:a ukrainska fronten erövrade sommaren 1944. 1:a ukrainska fronten, under befälet av marskalk Ivan Konev, innehade Baranów brohuvudet. Det var 75 km bred längs Wisła och nästan 60 km djup. Det var det största brohuvudet av alla tre, där befann sig också 90% av 1:a ukrainska frontens styrkor som bestod av fem reguljära arméer och två stridsvagnsarméer. Konev planerade att genomföra sitt genombrott på 39 km bredd. Genombrytningen skulle genomföras av 13:e och 52:a armén samt 5:e gardesarmén med stöd på högra flanken av 3:e gardesarmén och på vänstra flanken av 60:e armén. Stridsvagnsarméer skulle sättas enligt Konevs plan i strid på operationens första dag direkt efter genombrytningen. Efter genombrottet skulle hans styrkor avancera i två riktningar – en mot söder, ledd av Pavel Rybalkos 3:e gardesstridsvagnsarmén som skulle kringgå Radomsko och senare gå runt norr om Övreschlesiska Industriregionen, och en mot norr, ledd av Dmitrij Leljusjenkos 4:e stridsvagnsarmén som skulle samarbeta med Zjukovs fronts vänstra flank i en kniptångsmanöver mot tyska styrkor i området av Kielce och Radom. 5:e gardesarmén fick också kontroll över 4:e gardes- och 31:a stridsvagnskåren som fick order om att snabbt avancera mot Kraków och senare mot övre Oder. Andravågsformationer, 59:e och 21:a armén, skulle följa i kölvattnet av frontenheterna. Två rörliga kårer befann sig i frontens reserv.
1:a vitryska fronten höll brohuvudena vid Puławy och Magnuszew. Det första av dessa var det minsta av alla tre och befann sig på Zjukovs vänstra flank. Här koncentrerades endast två reguljära arméer (69:e och 33:e) och två stridsvagnskårer (9:e och 11:e) vars uppgift var att få till en genombrytning på 13 km bredd och förstöra den tyska gruppen vid Kielce och Radom. Zjukovs huvudstyrkor befann sig på och i närheten av Magnuszewbrohuvudet som var 23 km djupt och cirka 20 km brett. Där befann sig tre reguljära arméer (8:e gardes, 61:a och 5:e stöt). De skulle avancera upp till 30 km redan första dagen för att därmed öppna upp de tyska försvarslinjerna för 1:a gardesstridsvagnsarmén under Michail Katukov och 2:a gardesstridsvagnsarmén ledd av Semjon Bogdanov samt 2:a gardeskavallerikåren. Precis som i 1:a ukrainska frontens fall skulle även 1:a vitryska frontens stridsvagnsarméer ta täten i anfallet efter genombrytningen. På vänstra flanken skulle 1:a gardesstridsvagnsarmén avancera i nordvästlig riktning mot Łódź och senare Poznań, medan på högra flanken skulle 2:a gardesstridsvagnsarmén gå söder om Warszawa och sedan avancera längs floden Wisła i riktningen mot Bydgoszcz. Under genombrytningen skulle 61:a arméns högerflankdivisioner avancera norrut mot Warszawa. Detta skulle underlätta för Zjukovs styrkor på hans extrema högra flank – 47:e armén och 1:a polska armén – som fick i uppgift att omringa tyska styrkor i området av Warszawa. Originalplanen sträckte sig inte bortom de första dagarna och förutsatte att 1:a vitryska och 1:a ukrainska fronten skulle nå linjen från Częstochowa genom Poznań till Bydgoszcz. Det var först när Röda armén hade passerat förbi sina ursprungliga målsättningar som ytterligare mål fastställdes (i form av en framryckning mot Oder) och som operationen fick sin benämning "Wisła-Oder". Framför brohuvudena låg en 500 km bred och 500 km djup slätt som sträckte sig från Wisła hela vägen till Oder, det vill säga genom västra Polen till Schlesien och Brandenburg i östra Tyskland. Terrängen var jämn och öppen, dessutom var den stenhård på grund av den kalla vintern och alla floder och kanaler var frysta. Detta spelade enormt till ryssarnas fördel eftersom det underlättade för deras stridsvagns- och mekaniserade förband att snabbt avancera genom landskapet. Den största prioriteten för Röda armén var att hålla ett högt tempo för att totalt desorganisera de tyska styrkorna och göra det omöjligt för dem att hinna omgruppera sig och etablera nya försvarslinjer. Därför bestämde de sovjetiska befälhavarna att deras stridsvagnsenheter skulle gå runt stora städer och korsa floder omgående utan att vänta på ankomsten av ingenjörtrupper. Karakteristisk för operationen var dess nordvästliga riktning som syftade till att kringgå från norr tyskarnas befästa regioner.
De västallierades begäran om att minska pressen på dem under senare delen av Ardenneroffensiven bidrog till att ryssarna flyttade fram operationens startdatum. 8 januari gav general Aleksej Antonov, generalstabens operationschef, order till Konev om att påbörja sin offensiv 12 januari, åtta dagar tidigare än det ursprungliga startdatumet. Man beslutade samtidigt att operationerna i Polen och Ostpreussen skulle börja som en sekvens av staplade anfall på separata frontavsnitt. Syftet var att splittra och förvirra de tyska styrkorna för att få till en så stor genombrytning som möjligt redan de första dagarna samt att hålla de tyska reserverna fast på flankerna när huvudanfallen skulle påbörjas i centrum. Dagen efter att 1:a ukrainska fronten skulle slå till skulle 3:e vitryska fronten attackera mot norra Ostpreussen. 14 januari, samma dag som 1:a vitryska fronten skulle påbörja sin offensiv, skulle även 2:a vitryska fronten gå till anfall mot södra Ostpreussen.

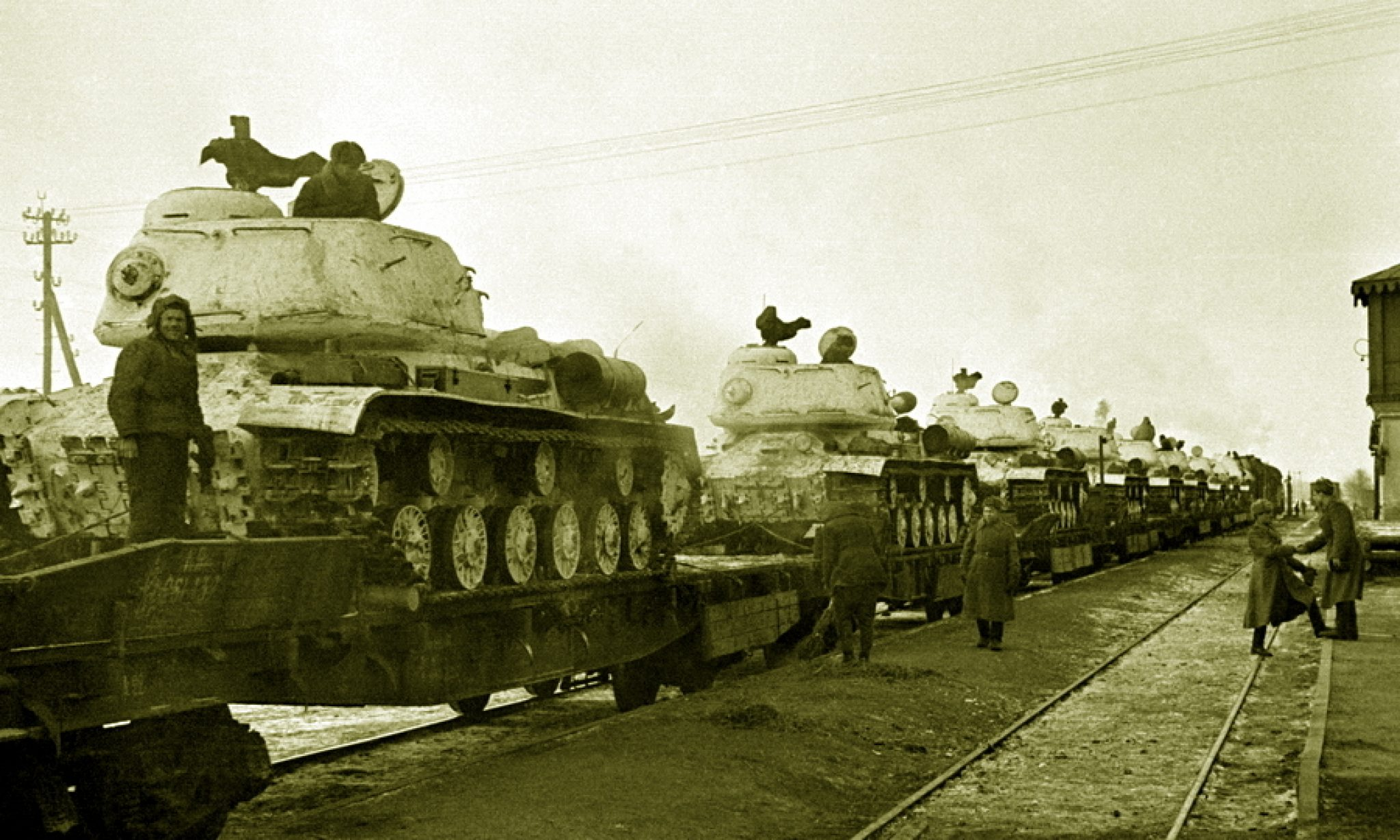
Järnvägstransport av sovjetiska stridsvagnar på väg till fronten, vintern 1945.

För Röda armén var det högst viktigt att hålla förberedelserna inför operationen totalt hemliga. Båda fronterna använde sig av maskirovka tekniker för att överraska tyskarna. De sovjetiska enheterna förflyttades till sina anfallspositioner endast nattetid samtidigt som man höll en uppseendeväckande väg och radio trafik i områden där offensiven inte skulle ske. Av säkerhetsskäl var befälhavarna för regementen inte medvetna om sin divisions uppgifter och reguljära soldater informerades om operationens början först 1-3 timmar innan den skulle börja. Maskirovka handlade mest om att vilseleda tyskarna, det var där ryssarna la den största ansträngningen. På 1:a ukrainska frontens vänstra flank, i 60:e arméns sektor, byggde sovjetiska trupper i december 1944 attrappstyrkor i form av gummimodeller av 320 T-34:or, 250 andra fordon och 600 artillerikanoner som utplacerades vid fronten i början av januari 1945. För att vilseleda tyskarna ännu mer flyttade man även 4:e gardesstridsvagnskåren under en kort tid till 60:e arméns sektor.
Ryssarnas vilseledande aktioner uppnådde stora framgångar. Tyskarna tog lockbetet. De upptäckte 4:e gardesstridsvagnskåren och fruktade ett anfall i riktningen mot Kraków. Tyskarna underskattade också grovt de enorma truppkoncentrationerna i alla tre brohuvudena och missade förflyttningen av nio arméer och en stridsvagnskår från Stavkas reservs som skulle delta i Wisła-Oder-operationen. De logistiska förberedelserna var mycket grundliga. Båda fronterna mottog enorma mängder förnödenheter. Ammunitionen fick högsta prioritet. Fronterna fick stora mängder bränsle samt en daglig konsumtion av 1500 t bröd och 220 t kött vardera. Förnödenheterna transporterades med hjälp av 1200 tåg (med 68 000 individuella vagnar) och tusentals lastbilar som levererade godsen direkt till frontenheterna. För att underlätta transporten av förnödenheter till fronten gjorde de sovjetiska ingenjörstrupperna spårvidden bredare enligt den ryska standarden, vilket var en heroisk insats i sig självt. Det största problemet var att få transporterna över Wisła till brohuvudena. Broarna som byggdes av sovjetiska ingenjörstrupper var få och inte speciellt starka. Väderförhållanden spelade en stor roll. I december höjdes vattennivån i Wisła och isen bröts. Stora lösbrutna isstycken som bildades då rammade bropelarna och fick broarna att kollapsa. De bildade också osynliga dammar som ofta gick sönder på grund av det enorma trycket vilket ledde till översvämningar av båda flodstränderna. För att få bort dessa enorma isstycken och undvika sådana problem använde ryssarna flera metoder: man bogserade isstyckena med hjälp av traktorer, sprängde dem med sprängämnen eller bombarderade dem med 120 mm granatkastare.
Röda armén satsade också väldigt mycket på att samla in underrättelseinformation om tyskarnas försvarslinjer, positioner och trupprörelser. Patrullgrupper skickades bakom tyskarnas linjer och det sovjetiska flygvapnet genomförde flera spaningsflygningar upp till 500 km bakom tyska ställningar och upprepade fotoflygningar över tyskarnas positioner längs frontlinjen. Ryssarna höll de tyska linjerna under ständig övervakning. Sovjetiska styrkor genomförde också s.k. stridsframstöt in på fientligt territorium som i motsats till vanliga patruller genomfördes med större antal soldater som var bättre beväpnade. De bekämpade tyska trupper som de stötte på samtidigt som de samlade information om omständigheterna på andra sidan frontlinjen. En av sådana stridsframstöten utfört nära Warszawa fick Zjukov att dra slutsatsen att det var omöjligt att skicka 5:e stötarmén i en frontal attack mot staden. Ett sådant anfall kunde bli mycket kostsam på grund av att staden låg i ruiner. Ryssarna utnyttjade resultaten från spaningarna på ett bra sätt. Man använde de i operationella och taktiska planer som testades under krigsspel och genomgångar som organiserades på varje nivå ner till regementen. Med hjälp av resultaten upptäcktes gömda faror och svårigheter och sammanträden där man granskade resultaten ledde till ett bättre samarbete mellan olika typer av väpnade styrkor. Moralen hos de sovjetiska trupperna var hög och för att höja deras kampvilja ännu mer sökte de politiska officerare ut veteraner som kunde berätta om tidigare Röda arméns segrar. De visade även runt soldaterna i platser där tyska brott ägt rum. Synen och lukten av koncentrationslägret Majdanek gjorde ett speciellt stort intryck på soldaterna från 1:a gardesstridsvagnsarmén. De sovjetiska stridsvagnsstyrkorna organiserade också övningar i vilka man testade de nya stridsvagnarnas JS-2 kanoner mot erövrade tyska stridsvagnar. Veteranerna berättade under övningarna för soldaterna att den mest effektiva metoden att förstöra en Tigerstridsvagn var att skjuta mot den från sidorna eller bakifrån; frontpansaret var 100 mm tjock och därför ogenomtränglig.
Röda armén hade samlat ofantliga styrkor för att genomföra operationen. De två sovjetiska fronterna i centrala Polen innehade nästan 1/3 av alla skytteförband som ryssarna hade då längs hela östfronten samt 43% av alla stridsvagnsstyrkor. Båda fronterna bestod av 163 divisioner som räknade 2 203 600 soldater (varav 90 900 polska trupper), 4529 stridsvagnar, 2513 stormkanoner, 13 763 artillerikanoner (76 mm eller mer), 14 812 granatkastare, 4936 pansarvärnskanoner, 2198 Katiusja raketavfyrare och 5000 flygplan. För att uppnå en genombrytning så snabbt som möjligt med minsta möjliga förluster skapade båda fronterna enorma koncentrationer av sina styrkor. I exempelvis Magnuszew brohuvudet samlade Zjukov 50% av sina skytteförband och 70% av sina artilleri- och stridsvagnsförband vilket gav honom en lokal överlägsenhet på ett till tio. Nästan alla tunga stridsvagnar och stormkanoner anslöts till skyttedivisionernas stormbataljoner. Artillerikoncentrationen var så stor som 250 kanoner per frontkilometer i genombrytningssektorn. På det hela taget har det varit få militära styrkor i militärhistorien som har varit bättre förberedda och utrustade än Konevs och Zjukovs fronter inför Wisła-Oder-operationen.

### Tyskland
Tyska förband som i början av 1945 stod mittemot 1:a vitryska och 1:a ukrainska fronten befann sig i en kritisk situation. General Heinz Guderian, chef för den tyska arméstaben, mötte Hitler 24 december 1944 för att förklara det akuta läget på fronten längs Wisła. Guderian hade fått den senaste rapporten från OKH:s underrättelsetjänst som underströk Röda arméns enorma numerära överlägsenhet och att man förväntade sig den sovjetiska offensiven senast i mitten av januari. Han försökte övertyga Hitler om att satsa på mer defensiva åtgärder. Hitler avfärdade rapporten om Röda arméns styrka. Han vägrade också att gå med på att dra tillbaka trupperna från Kurland fickan som kunde stärka förbanden i Polen och Ostpreussen. Hitler vägrade inte bara stärka defensiven i Polen, han försvagade den ytterligare. Samma dag som mötet ägde rum beslutade Hitler om att förflytta IV. SS-Panzerkorps från regionen norr om Warszawa långt söderut till området av Budapest. Där skulle den delta i operationen som syftade till att häva stadens belägring.
Guderian ogillade beslutet som enligt hans mening berövade de tyska trupperna i Polen värdefulla pansarenheter. Guderian försökte igen och kontaktade överbefälhavaren i väst fältmarskalk Gerd von Rundstedt och hans stabschef general Siegfried Westphal. Medvetna om den kritiska situationen längs Wisła gick de med på att förflytta tre divisioner från västfronten och en division från Italien till östfronten. Guderian presenterade förflyttningen till Hitler, men denne insisterade på att divisionerna skulle skickas till Ungern och inte till Polen. I början av januari 1945 introducerade general Wolf-Dietrich von Xylander, stabschefen för Armégrupp A, Guderian för en plan på en reträttoperation. Planen antog att Armégrupp A skulle lämna sina framskjutna positioner längs Wisła två dagar innan det förväntade sovjetiska anfallet och dra sig tillbaka till en försvarslinje som var 100 km kortare än försvarspositionerna mittemot de sovjetiska brohuvudena. Genom detta ville man framförallt undvika risken att bli omringad genom två koncentriska anfall från Baranów- och Magnuszewbrohuvudena. Dessutom ville man undvika det initiala sovjetiska artilleribombardemanget och göra det möjligt att samla en rörlig reserv bestående av fyra pansardivisioner som själva skulle kunna gå till motanfall i två par i en kniptångsmanöver mot de sovjetiska styrkorna som attackerade från Magnuszewbrohuvudet. Von Xylander ansåg det vara förnuftigt att hoppas på att den sovjetiska offensiven kunde stoppas på den nya försvarslinjen eller åtminstone på den schlesiska gränsen. De strategiska orsakerna bakom von Xylanders plan var att man ville behålla Övreschlesiska Industriregionen under tysk kontroll med syftet att den skulle fortsätta producera för den tyska krigsindustrin.
Samtidigt fick Guderian reda på att Armégrupp Mitte planerande en liknande småskalig reträtt, i det här fallet från sina framskjutna positioner längs Narew i norra Polen till Ostpreussens gränser. Guderian ansåg dessa planer vara mycket vettiga ur en operationell synvinkel och visade upp dem för Hitler under mötet 9 januari. Hitler avslog Guderians förslag. Guderian underströk att det var väldigt viktigt att ha tillfredsställande reserver bakom frontlinjen för att kunna stoppa Röda arméns offensiv. Hitler samtyckte inte och påstod att styrkorna i Polen var tillräckligt starka för att kunna hämma ryssarnas anfall på de försvarspositioner som de redan besatte.
Mittemot 1:a vitryska och 1:a ukrainska fronten stod Armégrupp A under ledning av generalöverste Josef Harpe. Harpes styrkor täckte ett område som var över 700 km bred och sträckte sig från Karpaterna till norr om Warszawa. Armégrupp A bestod av fem arméer. Från norr till söder följde: 9. Armee (framför Magnuszew och Puławy brohuvudena), 4. Panzerarmee (framför Baranów brohuvudet), 17. Armee (öst om Kraków) och Armégruppen Heinrici bestående av 1. Panzerarmee och 1:a ungerska armén (längst söderut, i Karpaterna). De räknade tillsammans 400 000 trupper, 4103 artillerikanoner, 800 stridsvagnar och stormkanoner (de utökades under operationens gång till 1136), understödda av 515 flygplan. Även om Armégrupp A hade en relativt stor stridskapacitet på pappret var dess enheter starkt underminerade i manskap. Förutom elitförband som Hermann Göring och Grossdeutschland samt vissa Waffen-SS enheter var varje tysk division i januari 1945 svårt försvagad i manskap och utrustning. De tyska styrkorna drabbades också under det här skedet av kriget av enorma problem med underhåll. Förlusten av oljefälten i Rumänien i augusti 1944 och upprepade allierade flygbombningar av fabriker producerande syntetisk bränsle skapade en enorm brist på den varan. Detta begränsade markant de tyska pansarförbandens och flygvapnets kapacitet att effektivt kunna stå emot de allierade. Det fanns också en akut brist på ammunition hos pansarförbanden. Luftwaffe hade ont om vältränade piloter och i januari 1945 drabbades Panzer och Panzergrenadier divisionerna av brist på rörlighet. Den månaden minskade antalet lastbilar i dessa enheter med 25%.
Armégrupp A befann sig dessutom under större underlägsenhet än vad tyskarna trodde. Underrättelsetjänstens rapport som Guderian grundade sig på under mötet med Hitler 24 december 1944 gav en god inblick i Röda arméns styrka, men den var inte helt korrekt. Den missade förflyttningen av nio arméer och en stridsvagnskår från Stavkas reserv, underskattade antalet sovjetiska enheter på och direkt utanför brohuvudena längs Wisła med en mycket stor marginal och beräknade Röda arméns numerära överlägsenhet på 3:1, medan den i verkligheten var över 5:1. Därmed var det inte säkert ifall tyskarnas planerade reträttoperationer hade ändrat situationen till deras fördel. Röda arméns styrkor var så överväldigande att de kunde åstadkomma en genombrytning i vilket fall som helst och lätt kunna slå tillbaka motattacker från de tyska pansardivisionerna, dessutom planerade Röda armén att samtidigt slå till mot Ostpreussen. Detta omöjliggjorde förflyttningen av förstärkningar därifrån till fronten i centrala Polen. OKW och högkvarteren för Armégrupp A och Armégrupp Mitte förväntade sig en repetition av operation Bagration där Röda armén utförde två starka flankanfall från norr och söder och sedan omringade de tyska styrkorna i mitten av fronten. Därför placerade man reserverna på flankerna, i Ostpreussen och öst om Kraków. Dessa reserver var i vilket fall som helst inte tillräckliga för att kunna stoppa Röda armén. Enheterna längs Wisła ur Armégrupp A formade en taktisk defensivzon som bestod av två försvarslinjer. Den första befann sig precis vid frontlinjen och var 5 till 7 km djup. Den andra linjen var utbyggd endast 12 till 15 km bakom den första. De fyra pansardivisionerna som ingick i Armégrupp A kunde knappast bli använda som operationell reserv till eventuella motattacker mot Röda arméns styrkors flanker eftersom de befann sig 25 km eller närmare från frontlinjen. Placeringen av reserverna långt ute på flankerna, men framförallt Armégrupp A:s försvarslinjers nära avstånd till frontlinjen, skulle få förödande konsekvenser för tyskarna.

## Operationens förlopp

### Inledande stridshandlingar

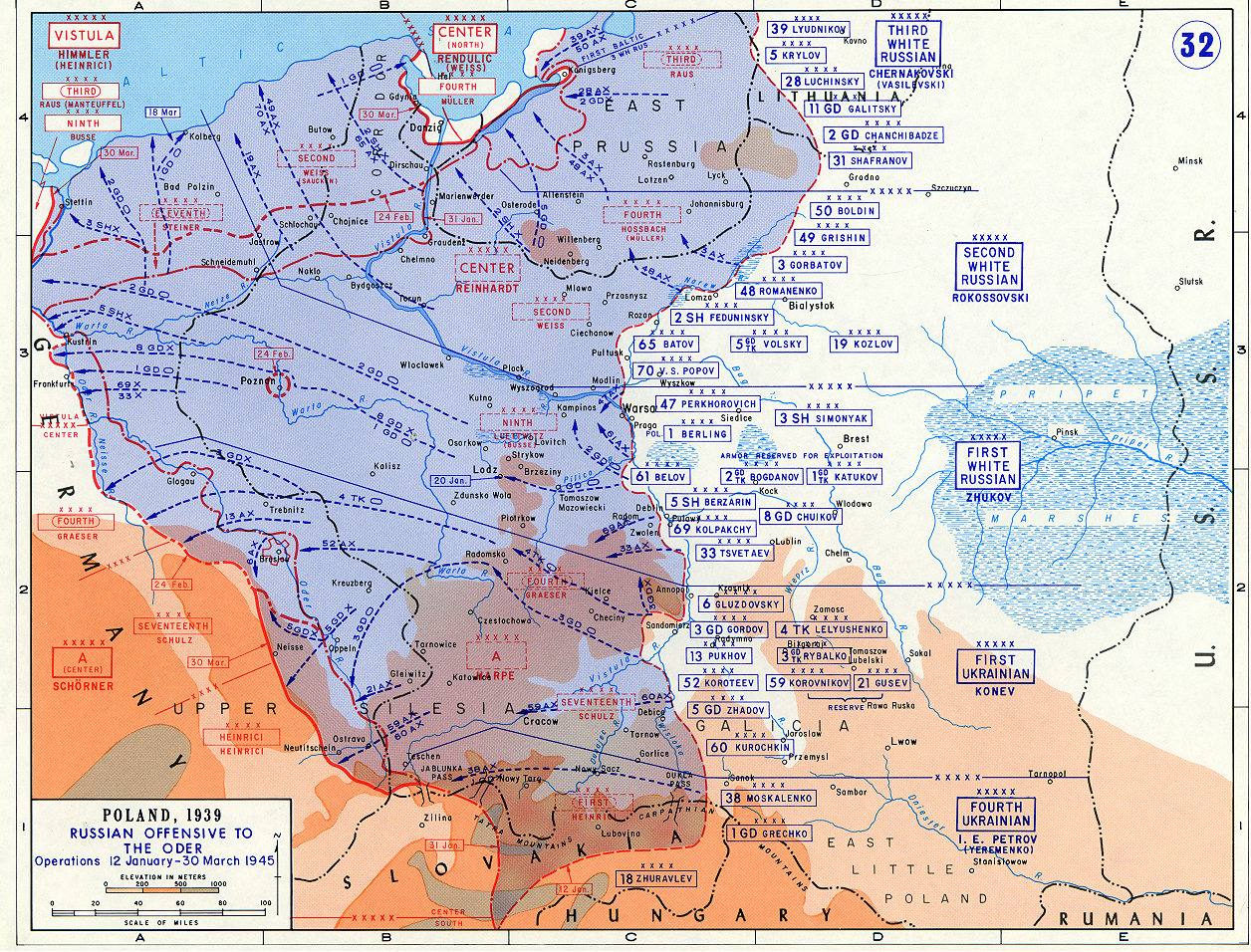
En karta över Wisła-Oder-operationen och ytterligare sovjetiska operationer mellan 12 januari och 30 mars 1945.

Natten till 12 januari 1945 började enheterna på Baranów-brohuvudet flytta till sina startpositioner. Väderförhållandena nästa morgon var dåliga, de omöjliggjorde flygunderstöd, men samtidigt gav de infanteriet och stridsvagnsförbanden ett element av överraskning. Trots det dåliga vädret skulle artilleriet skjuta på förregistrerade mål. Det sovjetiska artilleriet öppnade eld kl. 4:35. Koncentrationen av de sovjetiska artillerikanonerna räknade upp till 300 stycken per frontkilometer vilket gav ryssarna en enorm eldkraft. Kl. 5:00 gick sovjetiska ledbataljoner till attack. De gick in 600 m in i tyskarnas linjer för att precisera positioner som hade klarat sig undan den sovjetiska artilleriets eld. Skalan och skoningslösheten av det sovjetiska bombardemanget var så kraftig att den fick tyskarna att tro att detta var ryssarnas huvudanfall. De var därför totalt oförberedda när Röda armén öppnade eld ytterligare en gång kl. 10:00. Den andra beskjutningen pågick i 107 minuter. Ungefär 30 minuter innan bombardemangets schemalagda slut gick sovjetiska skytteplutoner till attack genom luckor som avsiktligt lämnades ifred av artilleriet. Tyskarna tog lockbetet och rusade ut ur sina bunkrar till eldpositionerna. De sovjetiska soldaterna lade sig ned då på marken och ytterligare 15 minuter av artilleribeskjutning följde därefter som avslutades med salvor från Katiusjor. Båda kanonaderna orsakade enorma förluster hos 4. Panzerarmee. Dess högkvarter förstördes och den förlorade 2/3 av sitt artilleri och 1/4 av sitt manskap. De tyska soldaterna flydde i panik från sina positioner.
Efter det andra bombardemanget inledde ryssarna sitt huvudanfall. Infanteriet avancerade genom 150 m breda banor, som medvetet ej anfölls av artilleriet, i direkt samarbete med stridsvagnar och stormkanoner. Det här noga utarbetade schemat möjliggjorde för ryssarna att penetrera genom två tyska försvarslinjer till en djup av åtta km under bara tre timmar. Tills kl. 14:00 hade 3:e gardesstridsvagnsarmén och 4:e stridsvagnsarmén plus två stridsvagnskårer passerat förbi infanteriet. När vädret hade klarnat efter middagstid satte ryssarna flygvapnet in i striden – 2:a flygarméns flygplan gjorde 466 flygningar. Tills kl. 17:00 avancerade 4:e stridsvagnsarmén 20 km och började gå runt staden Kielce från nordvästlig riktning. Samtidigt uppnådde även 3:e gardesstridsvagnsarmén en ytterligare genombrytning och började hota, tillsammans med andra sovjetiska enheter, 4. Panzerarmees pansarreserver. Dessa bestod av 16. Panzer-Division i norr och 17. Panzer-Division i söder som stod bredvid varandra och befann sig mitt i de sovjetiska stridsvagnsarméers anfallsbana. De ingick i general Walther Nehrings XXIV. Panzerkorps. Den andra sovjetiska artilleribeskjutningen förstörde många av deras enheter samt radiokommunikationen mellan pansardivisionerna och Nehring vilket paralyserade dem. Tills radiokommunikationen återställdes hade sovjetiska stridsvagnsförband redan passerat förbi samlingsplatserna för de tyska pansardivisionerna eller var på väg att göra det. Resterande tyska enheter var i reträtt mot Kielce. Under natten och dagen därpå fick 17. Panzer-Division sitt högkvarter förstört och dess befälhavare överste Albert Cux blev sårad och tillfångatagen. Samtidigt förlorade Harpe kontakt med XXXXVIII. Panzerkorps, på 4. Panzerarmees högra flank, som drabbades av enorma förluster (kåren var endast pansar i sitt namn, inga pansardivisioner ingick i den och den saknade stridskapaciteten som Nehrings kår hade). I slutet av 12 januari hade 1:a ukrainska fronten avancerat upp till 20 km västerut på 35 km bredd och fortsatte att pressa vidare under natten. Dagen därpå, 13 januari, åstadkom ryssarna en genombrytning på tyskarnas bakre försvarspositioner och avancerade mellan 25 och 40 km på en 60 km bred front. 14 januari korsade sovjetiska trupper floden Nida på nästan hela dess längd.
4. Panzerarmee befann sig i total kris. Dess XXXXVIII. Panzerkorps, befinnande sig på högra flanken, slutade att existera. Kårens befäl anslöts till 17. Armee. I mitten var XXIV. Panzerkorps i full reträtt mot Kielce och resterna av pansardivisionerna utkämpade kraftiga strider mot sovjetiska enheter för att skydda de retirerande infanteridivisionerna. Nehring hade förlorat radiokontakt med sina överordnade och 15 januari visste han väldigt lite om läget på fronten förutom att hans kår var omringad eller på väg att bli det. Han fortsatte att kämpa i området av Kielce tills natten mellan 16 och 17 januari då hans styrkor bröt sig ut i nordvästlig riktning. Nehring ville nå de tyska linjerna så fort som möjligt med minsta möjliga förluster, därför undvek han under reträtten all onödig kontakt med ryssarna och förflyttade sina styrkor endast nattetid. Tills på morgonen 18 januari avancerade XXIV. Panzerkorps 40 km norr om Kielce, men Nehring upptäckte samtidigt då att sovjetiska styrkor från 1:a vitryska fronten, som ryckte fram från Puławy brohuvudet, redan hade skurit av hans avsedda reträttväg norrut. Nehring bröt kontakten och ändrade riktningen västerut. Samma dag förenades XXIV. Panzerkorps med resterna av XXXXII. Armeekorps som försvarade 4. Panzerarmees vänstra flank vid början av offensiven. Den hade lyckats fly från omringningen mellan Baranów och Puławy brohuvudena och lidit enorma förluster. De förenade styrkorna korsade Pilica 20 januari genom en bro mellan Tomaszów Mazowiecki och Sulejów och avancerade senare vidare söder om Łódź. Först på morgonen 22 januari nådde XXIV. Panzerkorps floden Warta, korsade den samma dag i Sieradz och förenade sig där med Panzerkorps Großdeutschland (under befälet av general Dietrich von Saucken). Nehrings kår hade avancerat 250 km på elva dagar, men förlorat alla sina stridsvagnar. Nehring fick veta från von Saucken att han själv var omringad eftersom sovjetiska trupper hade redan erövrat vägknutar i den direkta riktningen mot Oder. Nehrings och von Sauckens gemensamma styrkor avancerade ytterligare 100 km västerut och nådde säkerhet först 27 januari efter att ha korsat Oder i Glogau.
Två dagar efter inledandet av 1:a ukrainska frontens offensiv gick även 1:a vitryska fronten till attack. De tyska styrkorna mittemot 1:a vitryska fronten, bestående av 9. Armee, sattes i larmberedskap efter vad som hände med 4. Panzerarmee längre söderut. Den operationella reserven, 19. och 25. Panzer-Division, var redo att sättas i strid. De tyska förberedelserna visade sig vara av liten nytta, eftersom kraften i Zjukovs anfall var enorm. Zjukovs offensiv började precis samtidigt på båda brohuvudena, kl. 8:30, med ett tungt artilleribombardemang. I Puławysektorn varade bombardemanget i två timmar. Direkt efter beskjutningen gick de sovjetiska enheterna till attack på en bredd av 13 km. Redan den första dagen gick 33:e och 69:e armén 20 km in i tyska positioner och de två stridsvagnskårerna gjorde en djup penetrering i riktningen mot Radom. I Magnuszew sektorn var artilleribeskjutningen betydligt kortare, 25 min lång, men mycket intensiv och nådde upp till sju km in i tyskarnas positioner. Precis som på Konevs frontavsnitt var väderförhållanden för dåliga för att kunna sätta flygvapnet in i strid direkt i början av offensiven, men det visade sig inte vara nödvändigt. Även här sköt artilleriet på förregistrerade mål. Efter beskjutningen gick ingenjörtrupper och minröjningsstridsvagnar framåt för att rensa 800 passager genom tyskarnas minfält. Detta möjliggjorde i sin tur för 22 armerade skyttebataljoner och 25 skyttekompanier att eliminera specifika starka försvarspunkter längs en 100 km bred front. Den insatsen hade en så stor förödande effekt på det tyska försvaret att en planerad artilleribeskjutning på 70 minuter blev inställd förutom i 61:a arméns sektor. Tills kl. 10:00 bröt sig sovjetiska styrkor igenom den första tyska försvarslinjen och i slutet av dagen hade de avancerat 12 km västerut. Samma dag uppnådde 5:e stötarméns 26:e gardesskyttekår en enorm bedrift när den lyckades erövra en bro över Pilica innan tyskarna kunde förstöra den. Detta hjälpte 2:a gardesstridsvagnsarmén att avancera mycket snabbare trots att den inte än hade gått in i strid. Zjukov bestämde sig att vänta med att sätta in stridsvagnsarméer i strid de första dagarna och lät istället sina reguljära arméer avancera så långt som möjligt på egen hand.

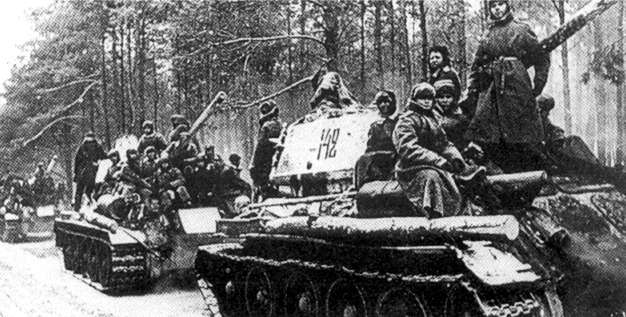
En kolonn av sovjetiska stridsvagnar avancerar västerut under Wisła-Oder-operationen.

Den tyska reaktionen var ganska långsam. 19. och 25. Panzer-Division fick klartecken om motanfall redan kl. 7:45 14 januari, men de avancerade från sina startpositioner så sent som kl. 10:30. De genomförde dessutom inte koncentrerade motanfall utan separata sådana på skiljaktiga riktningar: 19. Panzer-Division mot 69:e armén (från Puławy) och 8:e gardesarmén (från Magnuszew) och 25. Panzer-Division mot 5:e stötarmén (från Magnuszew). De stoppades av ryssarna utan större problem. 15 januari lyckades Zjukovs reguljära arméer bryta sig genom bakre försvarspositioner av tyskarnas taktiska defensivzon trots kraftiga motattacker. Till dess hade 69:e armén avancerat 50 km och befriat Radom. Längre norrut hade 8:e gardesarmén inlett kl. 9:00 en attack i riktningen mot järnvägslinjen mellan Radom och Warka. Norr om den var 5:e stötarmén tvungen att stoppa tyska motattacker mot sina brohuvuden längs nedre Pilica. Tills middagstid lyckades 5:e stötarmén stoppa inte mindre än fem tyska motattacker efter kraftiga och blodiga strider. En sjätte och sista motattack drevs tillbaka under tidig eftermiddag. Till slut, samma dag, gav Zjukov order om att sätta stridsvagnsarméerna in i strid. Efter reguljära arméernas enorma framgångar skulle stridsvagnsarméerna utnyttja genombrottet och avancera djupt med stor fart för att totalt desorganisera det tyska motståndet. 1:a gardesstridsvagnsarmén sattes in i 8:e gardesarméns sektor, på 1:a vitryska frontens vänstra flank. Den avancerade förbi 8:e gardesarmén och sedan vidare mot Łódź och Poznań. Natten mellan 15 och 16 januari erövrade Katukovs styrkor ett brohuvud på fjärran sidan av Pilica och slog tillbaka 25. Panzer-Divisionens motattacker riktade mot det. På högra flanken sattes 2:a gardesstridsvagnsarmén in. Den avancerade genom 5:e stötarméns brohuvuden längs nedre Pilica och fortsatte i nordvästlig riktning mot Sochaczew, en viktig väg- och järnvägsknut väst om Warszawa. Samtidigt korsade 47:e armén Wisła norr om Warszawa för att hjälpa i omringningen av staden tillsammans med 1:a polska armén som avancerade i kölvattnet av Zjukovs huvudstyrkor från Magnuszew brohuvudet.
Den initiala sovjetiska framryckningen uppnådde en enorm succé. Tills kvällen 15 januari fick båda fronterna till en total genombrytning av den tyska taktiska defensivzonen. De hade ryckt fram upp till 100 km västerut och kopplat ihop sina brohuvuden till en enda front av 500 km bredd. Armégrupp A var nära ett fullständigt sammanbrott, dess enheter blev antingen förintade eller avskurna och kämpade om överlevnad. Redan 16 januari hade Konevs och Zjukovs stridsvagns- och mekaniserade förband avancerat förbi sina originella målsättningar och därmed nådde de mål som man planerade att nå mycket senare under operationens gång. Reguljära enheterna rörde sig framåt upp till 30 km om dygnet, medan stridsvagns- och mekaniserade enheterna avancerade med en imponerande hastighet av mellan 45 och 70 km om dygnet. Det var det snabbaste offensiva tempot uppnått av Röda armén än så länge under hela kriget. Sovjetiska enheter gjorde framsteg så snabbt att de intog broar helt oskadade eller byggde egna broar på nolltid med hjälp av ingenjörstrupper som följde tätt intill efter dem. Ingenjörstrupperna var själva många gånger direkt involverade i striderna. På grund av det snabba sovjetiska avancemanget beordrade Stavka 16 januari att Zjukov och Konev skulle fortsätta sina framryckningar nordväst- och västerut mot Poznań respektive Breslau. Målet var att inte ge tyskarna något andrum och därmed förhindra dem från att omgruppera sig och upprätta nya försvarslinjer.
Som svar på Wisła-Oder-operationen gav Hitler 15 januari order om att förflytta två divisioner ur Panzerkorps Großdeutschland från Ostpreussen till området av Kielce. Dessa divisioner var Fallschirm-Panzer-Division 1 Hermann Göring och Panzergrenadier-Division Brandenburg. Hitlers avsikt var att kåren skulle fylla luckan i 4. Panzerarmees sektor och försöka stoppa 1:a ukrainska frontens framryckning i den regionen. Guderian blev chockad över nyheten. Han var väl medveten om att förflyttningen av Panzerkorps Großdeutschland bara försvagade de tyska styrkorna i Ostpreussen just som Röda arméns offensiv hade börjat där samt att kåren aldrig skulle nå i tid till sin destination. Guderian förevisade sin åsikt under ett möte med Hitler, men Hitler avslog den. 16 januari började kåren landsättas i Łódź. Följande dag gick Hermann Göring divisionen i strid mot 11:e stridsvagnskåren och medföljande 8:e gardesarmén. Under de kommande dagarna gensköt och förstörde 2:a gardesstridsvagnsarmén Großdeutschlands tåg norr om Łódź, medan kårens båda divisioner tillsammans med resterna av 19. och 25. Panzer-Division omflyttade sig söder om Łódź för att skydda 9. Armees reträtt och försöka stoppa ryssarnas anfall. I slutändan drog sig Großdeutschland tillbaka sydväst och nådde Warta floden. Natten mellan 18 och 19 januari blev Guderian informerad om XXIV. Panzerkorps reträtt (det var först då som Nehring fick radiokontakt med yttervärlden) och gav order till Großdeutschland om att komma till dess undsättning. De båda kårerna möttes med varandra 22 januari i Sieradz och drog sig senare tillbaka hela vägen till Oder. Till Guderians förfäran gav Hitler även order om att flytta 6. SS Panzer-Armee till Ungern där den skulle försvara oljefälten nära Balatonsjön. Guderian hade hoppats att få armén skickad till Polen och protesterade mot beslutet under mötet med Hitler 16 januari, men Hitler insisterade på att få fram sin egen vilja.

### Vidare avancemang

#### 1:a ukrainska fronten
Medan Nehring kämpade för att nå tyska linjer fortsatte 1:a ukrainska fronten sitt avancemang. Efter att XXIV. Panzerkorps lämnade Kielce natten mellan 16 och 17 januari var hela området i närheten av det gamla Baranów brohuvudet fri från tyskarna. 17 januari befriade 3:e gardesstridsvagnsarmén Częstochowa. Samma dag gav Stavka Konev två nya uppgifter. Den ena var att hans ledande styrkor, med 3:e gardesstridsvagnsarmén i spetsen, skulle snabbt rycka fram mot Breslau. Den andra var att flytta fram sina andravågsarméer (59:e och 60:e), befinnande sig på vänsterflanken, och öppna upp en sydlig anfallsriktning mot Övreschlesiska Industriregionen genom Kraków. Redan 18 januari var 1:a ukrainska fronten fem dagar före sitt tidsschema. Konev gav order om att omringa Kraków. 60:e armén attackerade frontalt mot staden, medan 59:e armén och 4:e gardesstridsvagnskåren närmade sig från norr och väst. För att undvika att bli avskurna drog sig tyska styrkor tillbaka från Kraków. Staden befriades 19 januari helt oskadad vilket var Konevs främsta avsikt. Befrielsen av Kraków var en stor framgång och öppnade upp vägen till Övreschlesiska Industriregionen. Samma dag som Kraków befriades och dagen därpå gick 3:e gardesstridsvagnsarmén över den tyska gränsen öst om Breslau vilket var en symbolisk händelse.
Konevs nästa mål var Övreschlesiska Industriregionen. Den försvarades av 17. Armee (under ledning av general Friedrich Schulz), bestående av sju svaga divisioner, som höll en 120 km lång linje från Oppeln till Dąbrowa Górnicza och sedan söderut till Oświęcim. Konev gjorde en bedömning av situationen runt industriregionen. Stalin hade understrukit regionens enorma ekonomiska betydelse och ville därför ha den helt intakt. Regionen var dock ett urbaniserat område som sträckte sig 70 på 110 km, fyllt med massiva byggnader av tegelsten och armerad betong samt fabriker och gruvor. Strider under sådana förhållanden hade varit långa och väldigt kostsamma. Å andra sidan var Konev fastbesluten att befria området så fort som möjligt för att förhindra tyskarna från att bygga en stark försvarspunkt där (han överskattade tyska styrkor i regionen på elva divisioner). Han var också väl medveten om att tyska förstärkningar var på väg. Konevs plan innefattade därför en bred inringning som avsåg att attackera området från tre olika sidor och därmed tvinga tyskarna att lämna det. Konev använde samma taktik som i Krakóws fall, fast på en mycket större skala. Han gav följande order: 60:e och 59:e armén på hans vänstra flank skulle fortsätta i sina riktningar västerut och anfalla industriregionen frontalt, 21:a armén skulle gå runt från nordöst och innesluta den norra flanken, den sista (och viktigaste) beträffade 3:e gardesstridsvagnsarmén. Den var redan på väg västerut mot Breslau och fick order om att svänga skarpt söderut och attackera industriregionen bakifrån.
3:e gardesstridsvagnsarmén ändrade sin anfallsriktning 20 januari och började avancera söderut längs övre Oders högra bank. Den här vassa svängen genomfördes omgående, vilket var en avsevärd teknisk bedrift i sig självt. På vägen bekämpade 3:e gardesstridsvagnsarmén tyska enheter öst om övre Oder och därmed hjälpte 1:a ukrainska frontens styrkor som avancerade på dess vänstra flank och centrum att nå Oder på en bred front. Det var däremot viktigare att armén hotade att omringa hela industriregionen, vilket blev en självklarhet för Armégrupp A:s befäl 23 januari. De tre resterande sovjetiska arméerna pressade också på från öst och norr och 25 januari bad Schulz armégruppens högkvarter om tillstånd för reträtt. Han upprepade anhållan dagen därpå. Båda avslogs. 26 januari var 3:e gardesstridsvagnsarmén annalkande Rybnik och nära på att stänga reträttvägen för tyskarna. Konev hade chans att eliminera ca 100 000 tyska soldater, men höll sig kvar vid originalplanen som förutsatte intagandet av industriregionen i oskadat skick. Konev körde direkt till fronten och gav order om att 21:a armén skulle anfalla frontalt än att genomföra en inringningsmanöver från nordvästlig riktning, som det hade beslutats lite tidigare. Sedan körde han vidare till 3:e gardesstridsvagnsarmén och gav order om att Rybalkos två ledande kårer skulle stanna, medan en tredje kår som låg bakom de två första skulle nu attackera i riktningen mot Ratibor istället. Konev lämnade tillräckligt med utrymme för de tyska styrkorna för att kunna retirera utan att samtidigt stöta på kraftigt motstånd. På samma gång, natten mellan 27 och 28 januari, började tyska styrkor dra sig tillbaka från Katowice fickan efter att befälhavaren för Armégrupp A generalöverste Ferdinand Schörner (som ersatte Harpe på den positionen 20 januari) gav order till Schulz om att retirera från industriregionen. 29 januari var den i Röda arméns händer. Tyskarna lyckades behålla under sin kontroll endast den sydvästra anknytningen in i Mähren. Konevs bedrift var av stor strategisk betydelse. Ungefär samtidigt, 27 januari, befriade 60:e armén koncentrationslägret Auschwitz. På platsen hittade de sovjetiska soldaterna förskräckliga bevis på tyskarnas brott.
Medan strider pågick om Övreschlesiska Industriregionen fortsatte 1:a ukrainska frontens enheter sitt avancemang mot Oder. Som det nämndes tidigare hade Konevs trupper korsat den gamla tyska gränsen tills 20 januari, endast en vecka efter inledandet av Wisła-Oder-operationen. Eftersom 3:e gardesstridsvagnsarmén fick order om att svänga söderut fick 4:e stridsvagnsarmén på 1:a ukrainska frontens högra flank ta över ledningen av framryckningen mot Oder tillsammans med sina grannarméer. På kvällen 22 januari korsade 5:e gardesarmén Oder vid Brieg söder om Breslau och etablerade ett brohuvud. Det expanderades senare till 80 kilometers bredd och ca 25 km djup och blev känd som Ohlau brohuvudet. Ett viktigare brohuvud togs av 4:e stridsvagnsarmén natten mellan 22 och 23 januari norr om Breslau nära Steinau. Steinau brohuvudet expanderades sedan med hjälp av 13:e armén som anlände på Leljusjenkos vänstra flank. Det tyska försvaret i närheten av brohuvudena var i början improviserad och erbjöd svag motstånd. Själva Breslau var också hotad av de sovjetiska enheterna. Det var först när 169. Infanterie-Division anlände från västfronten som det tyska motståndet blev hårdare. Ett undantag var själva byn Steinau som erövrades av ryssarna först 3 februari efter ett förbittrat motstånd från tyska trupper. För att eliminera Steinau brohuvudet skickade tyskarna Panzerkorps Großdeutschland och resterna av XXIV. Panzerkorps, som precis innan hade avslutat sin gemensamma reträtt från centrala Polen. Med få stridsvagnar och stora brister i ammunition och bränsle var deras operation dömd att misslyckas redan för början. De beordrades att anfalla brohuvudet norrifrån och österifrån. Nehrings 16. Panzer-Division som avancerade från Glogau längs Oders västra bank stoppades av ryssarna vid Gaffron. Großdeutschland attackerade på Oders högra sida och fick order om att anfalla sovjetiska trupper bakifrån. Den stoppades av ryssarna söder om Guhrau och kunde ha blivit totalt utplånad om Nehring inte etablerat en pontonbro över Oder som möjliggjorde för Großdeutschland att retirera. De sista soldaterna ur Großdeutschland korsade Oder 2 februari.

#### 1:a vitryska fronten

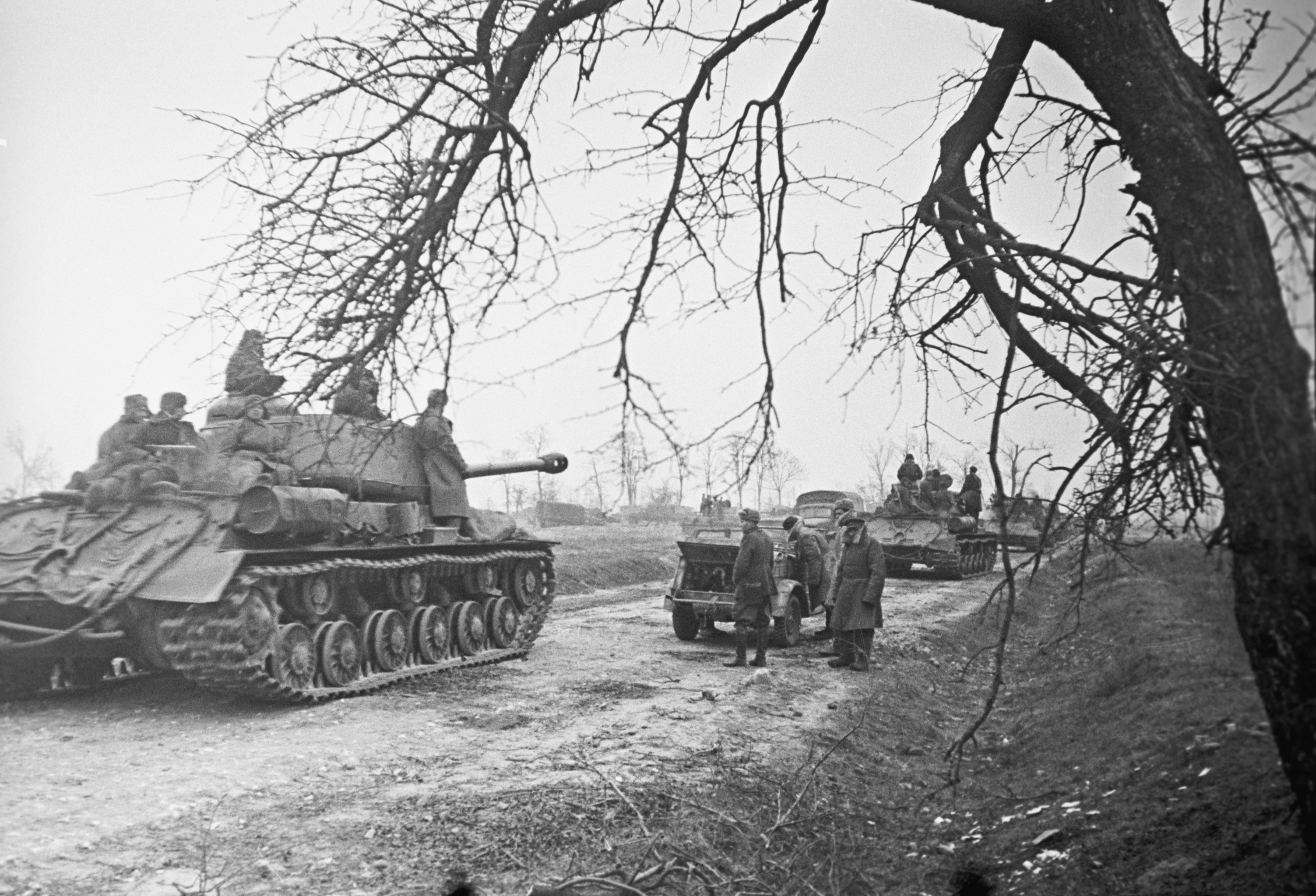
Sovjetiska stridsvagnar ur 1:a vitryska fronten under framryckning.

Efter utbrytningen från Wisła brohuvudena fick 1:a vitryska fronten 17 januari nya direktiv från Stavka (samma dag som 1:a ukrainska fick sina direktiv) som beordrade fortsättandet av framryckningen in i polskt territorium. 18 och 19 januari var frontens styrkor i full jakt i generell riktning mot Poznań. 9. Armees oförmåga att organisera ett effektivt motstånd och kylan som frös marken och floderna möjliggjorde ett hastigt avancemang. Under de kommande dagarna direkt efter utbrytningen från Wisła avancerade 1:a vitryska frontens styrkor i två skilda riktningar – en sydlig mot Łódź och Poznań och en nordlig mot Warszawa. Den första, på frontens vänstra flank, leddes av 1:a gardesstridsvagnsarmén med 8:e gardesarmén tätt bakom den. För att hålla hög tempo på offensiven beordrades Katukovs armé att avancera förbi Łódź. 8:e gardesarmén fick i sin tur i uppgift att befria staden. 19 januari genomförde den anfall från norr och väst mot staden och befriade den samma dag utan att stöta på större motstånd. Näst därtill låg Poznań som var av stor strategisk betydelse. Staden var en knutpunkt av sex järnvägar och sju vägar. Till skillnad från Łódź och Warszawa var den en stark försvarspunkt som innefattade ett innercitadell och en ring av åtta massiva fortar från 1800-talet. 1:a gardesstridsvagnsarmén var den första att nå staden. 21 januari korsade dess 11:e gardesstridsvagnskår Warta floden norr om staden. De sovjetiska styrkorna stötte däremot på kraftigt motstånd i den regionen. 24 och 25 januari korsade armén Warta söder om Poznań istället. Som i Łódźs fall fick Katukov order om att rycka fram vidare mot Oder, medan uppgiften av att befria Poznań föll på reguljära arméer som låg lite längre bakom. 8:e gardesarmén var den första att dyka upp vid staden efter Katukov och den genomförde en serie av rekognoseringsanfall på förorterna. Tills 25 januari fastslog Vasilij Tjujkov (8:e gardesarméns befälhavare) att staden var starkt befäst och beslutsamt försvarad. Dagen därpå attackerade han med två av sina divisioner och lyckades erövra två fortar i de södra stadsdelarna. Samtidigt närmade sig 1:a gardesstridsvagnsarmén den gamla tyska gränsen vid Obra . I Poznań stötte ryssarna vidare på kraftigt motstånd och striderna drog sig ut till februari. Den belägrade garnisonen kapitulerade först 22 februari.

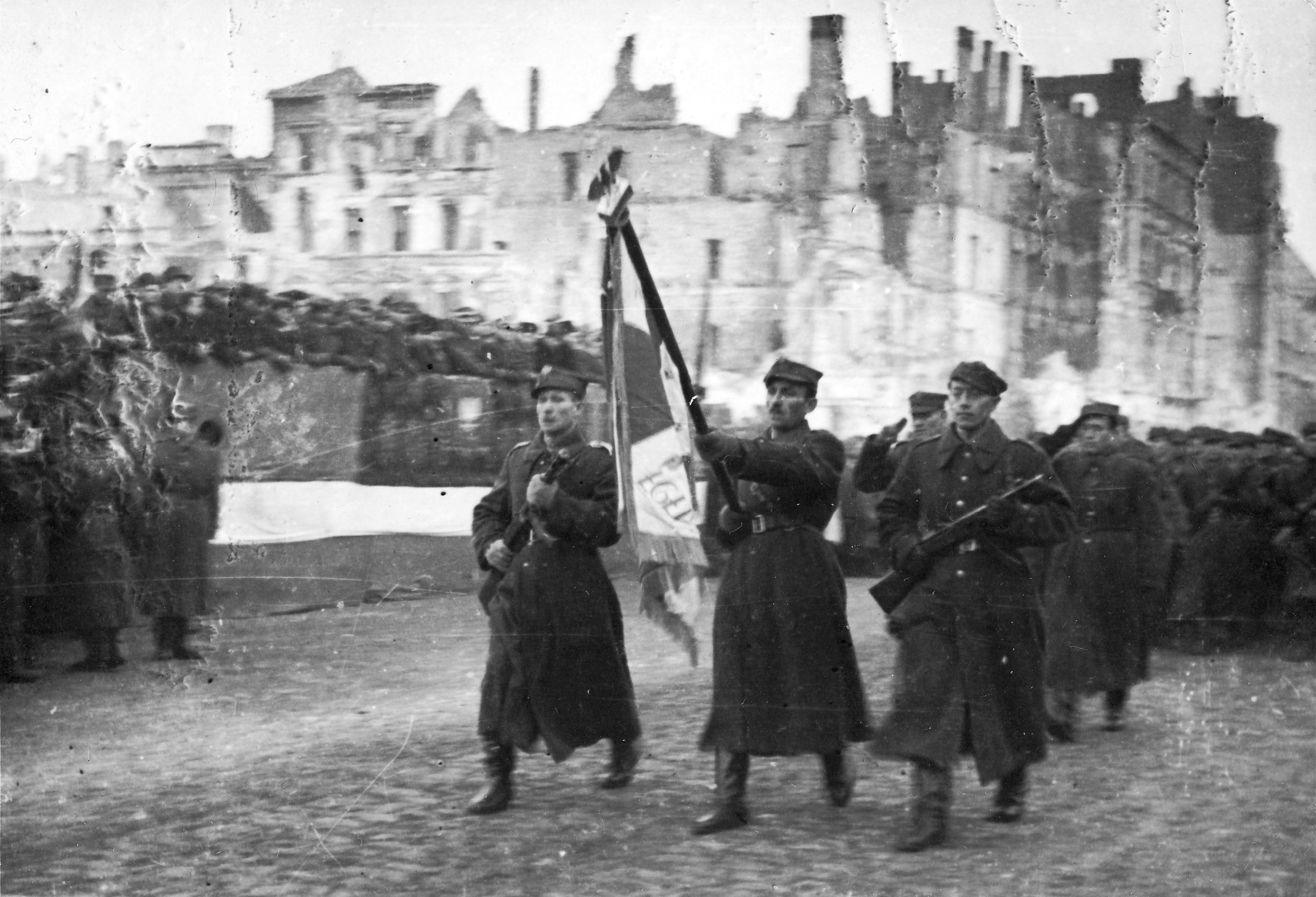
Soldater ur 1:a polska armén marscherar i den befriade Warszawa.

Det andra hållet i vilket 1:a vitryska frontens styrkor framryckte i, samtidigt med Łódź-Poznań riktningen, var mot Warszawa och vidare i västnordvästlig riktning, på frontens högra flank. 16 januari sattes 2:a gardesstridsvagnsarmén in i norra delen av utbrytningen från Magnuszew brohuvudet och på kvällen 17 januari befriade den Sochaczew, 80 km väst om Warszawa. Sovjetiska styrkor skar av därmed Warszawagarnisonen från 9. Armees huvudstyrkor. Redan på kvällen 16 januari gav Armégrupp A:s befäl order om att evakuera Warszawa. XXXXVI. Panzerkorps som låg bakom staden drog sig tillbaka genom Wisła till 2. Armee norr om Warszawa. Samtidigt korsade 47:e armén Wisła norr om staden medan 1:a polska armén och 61:a armén närmade sig från söder. På morgonen 17 januari var alla tre arméer på Warszawas gator och tills kl. 14:00, efter minimala gatustrider, befriades staden. De sovjetiska trupperna fann den i totala ruiner och var fullständigt chockade över förödelsen som tyskarna begick efter Warszawaupproret. 2:a gardesstridsvagnsarmén fortsatte sedan sitt anfall i västnordvästlig riktning tillsammans med 47:e och 61:a armén. Huvudparten av Zjukovs styrkor på hans högra flank avancerade vidare mot Oder, medan en del av hans trupper som skickades längre norrut fick försvara frontens högra flank mot tyska styrkor i Pommern.
27 januari, dagen efter att 1:a vitryska frontens styrkor hade korsat den gamla tyska gränsen, rapporterade Zjukov till Stavka att tyskarna inte höll någon kontinuerlig defensiv front framför hans trupper. Han föreslog därför att fortsätta sitt avancemang mot Oder, fylla på sina förnödenheter och återuppta framryckningen direkt mot Berlin. Stavka godkände förslaget och gav dagen därpå order om att inleda operationen mot Berlin i början av februari med avsikten att storma själva staden 15:e eller 16:e den månaden. Konev fick liknande order 29 januari. Ett problem som började göra sig betydligt anmärkningsvärt var 1:a vitryska frontens högra flank. Röda arméns offensiv mot Ostpreussen fick Zjukovs högra granne Konstantin Rokossovskijs 2:a vitryska front att dras norrut mot Östersjön där han stötte på hårt motstånd och utbrytningsförsök efter att hans styrkor nådde Frisches Haff 24 januari norr om Elbing och därmed skar av Armégrupp Mitte från resten av de tyska styrkorna. Ostpreussiska operationen tillsammans med Zjukovs snabba framgångar ledde till att Rokossovskijs front hamnade långt bakom 1:a vitryska frontens högra flank som den egentligen hade i uppgift att skydda. Zjukov utfärdade emellertid order 28 januari om att än så länge fortsätta offensiven mot Oder. Samtidigt klämdes Zjukov fronts bredd till endast 100 km mellan 1:a ukrainska fronten på hans vänstra flank och tyska styrkor i Pommern på hans högra flank. Enheterna på Zjukovs vänstra flank stötte på ett system av defensiva linjer som sträckte sig baklänges från den gamla tyska gränsen längs Obra och som kallades Meseritz Befästa Regionen. 11:e gardesstridsvagnskåren, som ledde 1:a gardesstridsvagnsarméns framgång, korsade Obra natten mellan 28 och 29 januari. Tills på morgonen 30 januari bröt kåren sig igenom den befästa regionens huvudzon och pressade vidare under dagen mot Schwiebus som 69:e och 33:e armén samt 8:e gardesmekaniseradekåren också närmade sig. 1 februari blev ledande brigaden ur 8:e gardesmekaniseradekåren avskuren nära Kunersdorf av V. SS-Freiwilligen-Gebirgskorps. Ryssarna lyckades däremot driva tillbaka tyskarna snart därefter och samma dag nådde 1:a gardesstridsvagnsarmén, 69:e och 33:e armén Oder och etablerade små brohuvuden på andra sidan av floden.
Mycket bättre gick det för enheterna på 1:a vitryska frontens högra flank. 2:a gardesstridsvagnsarmén och 5:e stötarmén hade samtidigt snabbt avancerat genom landskapet norr om Warta och 30 januari erövrade ryssarna Zorndorf. På morgonen dagen därpå gick trupperna ur 5:e stötarmén över Oder och erövrade byn Kienitz på västra banken. Etablerandet av Kienitz brohuvudet chockerade tyskarna, det befann sig endast 68 km öst från Berlin, medan Berlin radio meddelade att tyska armén höll stånd längs Bzura floden inte långt från Warszawa. Situationen för tyskarna var ännu sämre eftersom vid den tidpunkten hade tyskarna minimala styrkor mellan Berlin och Oder. Ryssarna klamrade sig fast till brohuvudet, men bakomliggande enheter ur 5:e stötarmén mötte hårt motstånd när de försökte komma över floden för att förstärka och utvidga brohuvudet. Slutligen ankom också, i mitten av Zjukovs front, två kårer ur 8:e gardesarmén som vid den tidpunkten utkämpade kraftiga strider om Poznań. Båda kårerna korsade floden 2 och 3 februari. På östra sidan av Oder hade tyskarna fortfarande sina egna brohuvuden, bl.a. i Frankfurt och Küstrin, men det tyska försvaret på andra platser längs floden var väldigt svagt eller icke-existerande. Tills 2 februari hade enheter ur Konevs och Zjukovs fronter nått mellersta Oder längs nästan hela dess längd och etablerat en mängd små och stora brohuvuden på västra banken. De två sovjetiska fronterna hade uppnått sina huvuduppgifter. Detta tillsammans med överenskommelsen mellan Stavka och Zjukov i slutet av januari och den osäkra situationen på Zjukovs högra flank fick Stavka att ge 2 februari klartecken att Wisła-Oder-operationen var avslutad.

## Följder
Wisła-Oder-operationen var en avgörande och strategisk seger för Röda armén. På bara 22 dagar lyckades de sovjetiska trupperna förflytta frontlinjen från centrala Polen till endast några tiotals kilometer från Berlin. Man lyckades erövra Övreschlesiska Industriregionen, befria de centrala och västra delarna av Polen och etablera flera brohuvuden på Oders västra bank som kunde utnyttjas till det slutliga anfallet mot Berlin. Förlusten av Övreschlesiska Industriregionen var ett speciellt tungt slag för den tyska krigsansträngningen, man förlorade en strategisk viktig källa av råvaror och en stor mängd fabriker och gruvor. De sovjetiska stridsvagns- och mekaniseradeenheterna avancerade under operationens gång med en oöverträffad fart på 45-70 km per dygn, det snabbaste offensiva tempot uppnått av Röda armén till dess under hela kriget. 1:a vitryska och 1:a ukrainska fronten tillfogade tyskarna enorma förluster, Armégrupp A hade i princip slutat att existera. 1:a vitryska fronten beräknade de tyska förlusterna mellan 14 och 22 januari på 130 000 stupade och 37 300 tillfångatagna. Tills 4 februari ökade dessa siffror till 216 970 stupade och 60 308 tillfångatagna. 1:a ukrainska frontens beräkningar av de tyska förlusterna var också stora, men lite mindre än 1:a vitryska frontens. De totala tyska förlusterna översteg 300 000 soldater. De två sovjetiska fronterna förlorade tillsammans under operationens förlopp 43 476 stupade eller saknade, 150 715 sjuka eller sårade, 1267 stridsvagnar och stormkanoner, 374 artilleripjäser och 343 flygplan.
Efter att 1:a vitryska fronten hade etablerat brohuvuden på Oders västra bank fick den kämpa hårt för att behålla och utvidga dem. Tyska enheter utförde många påföljande motattacker mot brohuvudena vilket resulterade i kraftiga och blodiga strider. Exempelvis förlorade 9:e skyttekåren ur 5:e stötarmén 3154 soldater mellan 1 och 10 februari jämfört med 961 mellan 14 och 31 januari. Dessutom flyttade Luftwaffe betydliga krafter från västfronten till Oderfronten. Tyska flygplan genomförde kraftiga anfall på de sovjetiska brohuvudena. Endast mellan 2 och 3 februari genomförde Luftwaffe 5008 flygningar över 5:e stötarméns positioner längs Oder. Zjukov gav dock 4 februari order till 5:e stötarmén att utvidga sitt brohuvud norr om Küstrin. Han beordrade att armén skulle attackera endast nattetid och mot klart definierade mål. I dagsljus skulle den koncentrera sig enbart på att slå tillbaka tyska motattacker och flyganfall från Luftwaffe. Under intensiva och skoningslösa strider lyckades 5:e stötarmén till slutet av mars utvidga sitt brohuvud till 27 km bredd och 3-5 km djup. Samtidigt, till slutet av mars, lyckades även 8:e gardesarmén utvidga sitt brohuvud söder om Küstrin till en bredd av 14 km och ett djup av 4 km.
Den sovjetiska vinteroffensiven 1945 var egentligen inte planerad, som nämnt tidigare, att avslutas i början av februari 1945. I slutet av januari och början av februari planerade Stavka fortfarande, på grund av Zjukovs och Konevs hastiga framsteg, att fortsätta avancemanget mot Berlin. Rapporter från Zjukov, Konev och befälhavare för deras arméer, speciellt Tjujkov, uppmuntrade den planen. Rokossovskijs avancemang mot Östersjön samt det fanatiska tyska motståndet i västra Ostpreussen och tyska utbrytningsförsök ur Ostpreussen fickan ledde till att i början av februari hade 2:a gardesstridsvagnsarmén en 160 km öppen höger flank som Rokossovskij egentligen skulle skydda. Bogdanovs armé blev därför utsatt för Armégrupp Weichsels attacker i Pommern. De stoppades utan problem av 61:a, 47:e och 1:a polska armén, men det blev klart för ryssarna att Armégrupp Weichsel utgjorde ett hot för den kommande Berlin operationen och måste elimineras eller åtminstone försvagas. För att uppnå detta utfärdade Stavka 8 februari, samma dag som Konev startade Nedreschlesiska operationen, ett direktiv till 2:a vitryska fronten. Efter att Rokossovskij skar av tyska trupper i Ostpreussen från resterande tyska enheter när han nådde Frisches Haff 24 januari norr om Elbing fick han en ny uppgift i form av ett anfall västerut från Wisła djupt in i Pommern och senare, när den förstärkande 19:e armén tillkom, skulle han utveckla offensiven i generell riktning mot Stettin och på vägen dit rensa hela Pommern från tyska trupper. 2:a vitryska fronten påbörjade sin operation på morgonen 10 februari. Samma dag skickade Zjukov en rapport till Stalin som gällde hans offensiva planer. I den påpekade Zjukov att Armégrupp Weichsel höll på att organisera en försvarslinje vid Stettin och längs Oder. För att förhindra detta tänkte Zjukov slå till omedelbart och erövra Berlin. På morgonen 13 februari utfärdade han order till sina arméer om den kommande Berlin operationen. Enligt dem skulle de reguljära arméerna gå till anfall 20 februari och bryta sig igenom det tyska försvaret väst om Oder. 1:a och 2:a gardesstridsvagnsarmén skulle därefter omringa och erövra Berlin till slutet av månaden. Detta ägde aldrig rum. Ungefär 13 eller 14 februari sköt Stalin upp operationen. Jaltakonferensen, som precis innan hade avslutats, fick Stalin att ändra på planerna. I september 1944 undertecknade Storbritannien, USA och Sovjetunionen Londonprotokollet som delade upp Tysklands territorium, tillsammans med Berlin, i separata ockupationszoner åt var och en av dem. Protokollet godkändes officiellt under Jaltakonferensen. Det gällde däremot endast det "traditionella" Tyskland och uteslöt Österrike som Tyskland annekterade 1938. Stalin märkte omedelbart detta förbiseende och utnyttjade det fullständigt. Försäkrad om att få östra delen av Tyskland och östra delen av Berlin efter krigets slut bestämde Stalin att stoppa offensiva stridshandlingar på Berlin riktningen.
Dagen efter sitt beslut om att skjuta upp Berlin operationen gav Stalin order till Zjukov och Konev om att förberedda planer för operationer som skulle förstöra tyska styrkor i Pommern och Schlesien och överlämna dem till honom senast 16 februari. Stalin godkände båda planer 17 februari. 1:a vitryska fronten skulle befästa sina brohuvuden längs Oder och ansluta sig till 2:a vitryska frontens operation för att rensa Pommern medan 1:a ukrainska fronten skulle rensa Nedre Schlesien och nå Neisse floden tills 24 februari. Samma dag (17 februari) skickade Stavka ut nya direktiver till 2:a och 3:e ukrainska fronten. Den beordrade deras befälhavare att förbereda planer för en operation som skulle erövra västra delen av Ungern, Wien och östra delen av Österrike. På samma gång godkände Stavka 4:e ukrainska frontens plan på en operation som skulle erövra Mähren-Ostrava industriregionen. Fr.o.m. då tills mitten av mars, medan 1:a vitryska och 1:a ukrainska fronten utkämpade strider i Pommern och Schlesien, flyttade Stavka huvudparten av sina reserver, inklusive den kraftiga och tappra 9:e gardesarmén, söderut till Ungern. Direktiven som utfärdades till alla fem fronter markerade en total ändring av målsättningen i slutet av kriget och förklarade Stalins beslut. Istället för att inta Berlin och få slut på kriget redan i februari 1945 fördröjde Stalin Berlin operationen med två månader för att säkra sina politiska avsikter i Donaus region.
Efter kriget kritiserade Vasilij Tjujkov, befälhavaren för 62:a armén vid Stalingrad och 8:e gardesarmén vid Berlin, Stalins beslut att skjuta upp Berlin operationen. I en artikel från februari 1964 skrev Tjujkov att Berlin kunde intas i februari 1945 vilket hade påskyndat krigets slut och man kunde därmed ha lett betydligt mindre förluster än vad man gjorde mellan april och maj 1945. I sin bok från 1965 Конец третьего рейха (Konets tretego rejcha, Tredje rikets slut) gick Tjujkov mer grundligt in på sin argumentation. I boken skrev han att: Röda armén hade tillräckliga styrkor för att fortsätta Wisła-Oder-operationen mot Berlin, att rädslan för 1:a vitryska frontens högra flank var grundlös eftersom Wehrmacht inte hade tillräckliga styrkor för att genomföra en kraftig motattack (vilket Guderian själv erkände i sina memoarer), att attacken som tyskarna planerade att genomföra från Stettinområdet inte kunde påbörjas förrän 15 februari och då endast med likgiltiga styrkor, att ett determinerat anfall mot Berlin i början av februari med sju eller åtta arméer, inklusive tre eller fyra stridsvagnsarméer, skulle möjliggöra att häva tyskarnas offensiv från Stettinområdet och därmed fortsätta anfallet mot Berlin och att i början av februari hade tyskarna inte tillräckliga styrkor eller uppbyggda försvarslinjer för att kunna försvara Berlin. I och med detta låg vägen till Berlin helt öppen. Samma år som Tjujkovs bok publicerades i Sovjetunionen skrev flera kända sovjetiska officerare, bland andra Zjukov och Konev, artiklar där de kraftigt vederlade Tjujkovs anklagelser. Efter en intensiv litterär debatt tog sovjetiska censorer bort det stötande innehållet från alla framtida utgåvor av Tjujkovs bok. En av officerarna som kritiserade Tjujkov, Sergej Sjtemenko, höll överens med Zjukov och de andra att beslutet om att stoppa offensiven mot Berlin var rättfärdigad (på grund av 1:a vitryska frontens sårbara högra flank), men skrev samtidigt att en offensiv mot Wien var mycket användbar, enligt generalstabens mening. Han skrev vidare att Budapests fall 13 februari öppnade upp, enligt generalstaben, möjligheter för nya offensiva operationer på östfrontens södra avsnitt vilket gjorde att man kunde locka dit stora tyska styrkor, inklusive dem som försvarade Oder. Sjtemenko drog däremot inget samband i sin artikel mellan Jaltakonferensen och generalstabens efterföljande planering.
De officiella orsakerna till Röda arméns halt var att: de tyska styrkorna i Pommern utgjorde ett allvarligt hot för 1:a vitryska frontens högra flank i början av februari, att de tyska styrkorna längs Oder var tillräckligt starka för att kunna hindra Röda arméns offensiv mot Berlin, att Röda arméns fronter hade stora brister på förnödenheter och dess underhållslinjer och styrkor var kraftigt utsträckta över stora distanser, att tyska styrkor som var omringade bakom 1:a vitryska och 1:a ukrainska fronten skapade ett stort hot mot fronternas kommunikationslinjer och att Zjukovs och Konevs fronter inte hade tillräckliga krafter för att snabbt kunna erövra Berlin. Den viktigaste frågan gällande Stalins beslut att tillfälligt stoppa offensiven mot Berlin var styrkan av de tyska enheterna längs Oder och de som befann sig i Pommern och Schlesien på 1:a vitryska och 1:a ukrainska fronters respektive flanker. Röda armén var i verkligheten överlägsen tyskarna, åtminstone i stridsvagnar. 12 februari hade Armégrupp Weichsel, enligt sina egna styrkerapporter, 630 stridsvagnar och stormkanoner (155 i 9. Armee, 295 i 11. SS Armee, 160 i 2. Armee och 20 i Oderkåren). Tills 28 februari hade detta antal stigit till 704 stridsvagnar och stormkanoner (280 i 9. Armee, 183 i 3. Panzerarmee, 181 i 2. Armee, 59 i Oderkåren och 184. Stormkanonbrigaden). På andra sidan fronten hade tills 1 mars 1:a vitryska frontens 1:a och 2:a gardesstridsvagnsarmén tillsammans 1067 stridsvagnar och stormkanoner. Dessa plus flera hundra stridsvagnar och stormkanoner i separata stridsvagns- och mekaniseradekårer hade endast ca 460 stridsvagnar och stormkanoner ur 9. Armee och 3. Panzerarmee framför sig. Den amerikanske historikern David Glantz anser att de officiella orsakerna kan vara fortfarande korrekta, men Stalins politiska mål och besluten i Jalta hade den viktigaste betydelsen. Glantz skriver vidare att det syns tydligt att i slutfasen av stora fosterländska kriget manipulerade Stalin de militära målsättningarna för att uppnå sina egna politiska aspirationer. Detta enligt Tjujkov kostade Röda armén i sin tur stora förluster när Berlin erövrades i maj 1945 då tyskarna hann samla tillräckligt stora styrkor som bjöd på fanatiskt motstånd.
Efter att Stalin fattat beslutet om att hejda offensiven mot Berlin fokuserade Röda armén på att bekämpa tyska styrkor på flankerna av den framtida Berlin operationen. Ryssarna koncentrerade sig både på de närmsta flankerna (i Schlesien och Pommern), men också dem i fjärran (Ungern och Österrike samt Ostpreussen). Detta ägde rum i två faser: den första i februari som inriktade sig på att eliminera det direkta hotet för fronterna på Berlin riktningen (tillsammans med Övreschlesiska operationen en månad senare) och den andra i mars på Wien riktningen. Samtidigt fokuserade man också på att bekämpa tyska trupper i Ostpreussen. I Wisła-Oder-operationens kölvatten gick Röda armén till en generell offensiv längs hela östfronten och genomförde fem operationer. Som nämnt tidigare satte 1:a ukrainska fronten 8 februari igång Nedreschlesiska operationen och 10 februari påbörjade 2:a vitryska fronten Östpommerska operationen. 15 februari gick tyskarna till offensiv nära Stargard mot 1:a vitryska frontens 47:e och 61:a armé. Offensiven slogs enkelt tillbaka av ryssarna, men fick Stavka att påskynda rensningen av Pommern. 24 februari anslöt sig Zjukov till östpommerska operationen. I mars startades den andra fasen. 15:e den månaden började Övreschlesiska operationen av 1:a ukrainska fronten och dagen efter Wien operationen av 2:a och 3:e ukrainska fronten. De två operationerna syftade bland annat till att locka så många tyska styrkor som möjligt bort från Berlin. På samma gång fortsatte 3:e vitryska fronten att likvidera tyska styrkor i Ostpreussen. 5 april gick fronten till ett avslutande anfall mot Königsberg.

## Fotnoter
1. ↑  9. Armees Odergrupp som försvarade Oder öst om Berlin bestod 1 februari av: stabdivisionen z.b. V. 606 (fyra reservbataljoner), Schimpfgruppen (flera reservbataljoner, omvandlad till 309. Infanterie-Division 3 februari) och ledande element ur 25. Panzergrenadier-Division (två av sex bataljoner med 25 Panther stridsvagnar och 10 pansarvärnskanonvagnar Jagdpanzer IV). Dessa styrkor förstärktes 5 februari med 21. Panzer-Division (bestående av endast 47 stridsvagnar och 15 pansarvärnskanonvagnar) som fick försvara en 80 km bred frontlinje mellan Bad Freienwalde och Eisenhüttenstadt, tillsammans med 303. Döberitz Infanterie-Division (sex bataljoner), två bataljoner ur den rekonstruerade Feldherrnhalle-Division och flera andra mindre enheter som var på väg till fronten. 3 februari tog V. SS-Freiwilligen-Gebirgskorps över försvaret över Frankfurt. Dagen därpå förstärktes den med 433:e ersättningsdivisionen och 5 februari med Panzergrenadier-Division Kurmark (fyra bataljoner med 55 stridsvagnar, minst häften av dem Panther). Den här brokiga styrkan utkämpade under första veckan av februari strider om Küstrinbrohuvudet. Framför 9. Armee stod: 5:e stötarmén, 8:e gardesarmén, 69:e armén och 1:a gardesstridsvagnsarmén. 8:e gardesarmén förstärktes vid den tiden med 11:e stridsvagnskåren (83 stridsvagnar och 25 stormkanoner)[71].